# Poonamallee
Poonamallee è una suddivisione dell'India, classificata come town panchayat, di 42.522 abitanti, situata nel distretto di Tiruvallur, nello stato federato del Tamil Nadu. In base al numero di abitanti la città rientra nella classe III (da 20.000 a 49.999 persone).

## Geografia fisica
La città è situata a 13° 02' 58 N e 80° 06' 11 E.

## Società

### Evoluzione demografica
Al censimento del 2001 la popolazione di Poonamallee assommava a 42.522 persone, delle quali 21.979 maschi e 20.543 femmine. I bambini di età inferiore o uguale ai sei anni assommavano a 4.653, dei quali 2.366 maschi e 2.287 femmine. Infine, coloro che erano in grado di saper almeno leggere e scrivere erano 32.738, dei quali 18.180 maschi e 14.558 femmine.